# ISO 9000
ISO 9000 är en serie internationella standarder som kan ligga till grund för ett ledningssystem i en organisation. 9000 är den nummerserie som valts för kvalitetsledningsområdet. Ledningssystemet kan till exempel omfatta fasta rutiner eller att organisationen lagrar och kommunicerar information på ett effektivt sätt. En grundtanke i ISO 9000-serien är att det ska gå att hitta möjligheter till förbättringar i verksamheten, till exempel genom att spåra orsaken till fel som uppstår. En annan genomgående del av ISO 9000-serien är att kontinuerligt utveckla organisationens metoder och processer. Att ledningssystemet fungerar över tid säkerställs genom regelbundna revisioner som utförs av certifieringsorganet kompletterat med egna internrevisioner. 
ISO är den internationella förkortningen av Internationella standardiseringsorganisationen. I Sverige ansvarar Svenska institutet för standarder (SIS) för standardserien.
ISO 9000-serien innehåller idag fyra standarder: 
- ISO 9000: Beskriver principer och terminologi
- ISO 9001: Är en så kallad kravstandard som organisationer kan certifiera sig mot
- ISO 9004: Ger vägledning till införandet och förbättring av verksamheter
- ISO 19011: Tar upp hur revisioner kan planeras, genomföras och följas upp

## Historia
Standarden publicerades första gången år 1987 och utkom i reviderade upplagor år 1994, 2000, 2008 och 2015. Den är uppbyggd av ett antal olika delar eller kravelement som refererar till olika rutiner och processer inom en organisation. Under åren har ISO 9000 uppdaterats och anpassats efter den tekniska utvecklingen. 
ISO 9000-serien innehåller idag en kravstandard: ISO 9001. Tidigare fanns två andra kravstandarder, ISO 9002 och ISO 9003, som togs bort i samband med att ISO 9001 reviderades år 2000.
I Sverige finns det flera certifieringsorgan som företag kan vända sig för certifiering av sitt ledningssystem mot kravstandarden ISO 9001